# N393 (België)
De N393 is een gewestweg in België tussen Helkijn (N353) en Pottes. De weg heeft een lengte van ongeveer 1,1 kilometer en passeert de rivier Schelde.
De gehele weg bestaat uit twee rijstroken voor beide rijrichtingen samen, maar is niet met belijning weergegeven.